# 7394 Xanthomalitia
7394 Xanthomalitia este o planetă minoră (asteroid), cu un diametru de 32,471 km, din centura de asteroizi. A fost descoperită pe 18 august 1985 la Observatorul Astrofizic din Crimeea⁠(d) de Nikolai Cernîh și a fost numită după Leonid Vasilevitsj Ksanfomaliti⁠(d). 
Obiectul prezintă o orbită caracterizată de o semiaxă mare de 3,931981 UAi, o excentricitate de 0,03, o înclinație de 8,60918 ° în raport cu ecliptica.